# Bundesgesetz (Österreich)
Ein Bundesgesetz ist eine vom Parlament – nach dem dafür in der Bundesverfassung vorgesehenen Verfahren – beschlossene Rechtsnorm (Hauptartikel: Gesetzgebungsverfahren (Österreich)). Davon zu unterscheiden sind die Landesgesetze.

## Verlautbarung
Bundesgesetze werden ausnahmslos im Bundesgesetzblatt für die Republik Österreich verlautbart, seit 1997 in Teil I des Bundesgesetzblattes.

## Arten
Man unterscheidet
- Bundesverfassungsgesetze und Verfassungsbestimmungen, das sind Gesetze und in einfachen Gesetzen enthaltene Bestimmungen, durch die die österreichische Bundesverfassung geändert oder ergänzt wird. Sie müssen ausdrücklich als Bundesverfassungsgesetz bzw. Verfassungsbestimmung bezeichnet werden und ihre Erlassung setzt besondere Anwesenheits- und Mehrheitsverhältnisse im Parlament voraus (siehe Hauptartikel Gesetzgebungsverfahren (Österreich))
- einfache Bundesgesetze

## Geltungsbereich
Wenn nicht im Gesetz selbst etwas anderes angeordnet wird, gelten Bundesgesetze für das gesamte Gebiet der Republik Österreich.

## Geltungsdauer
Bundesgesetze treten in Kraft
- entweder zu einem im Gesetz selbst festgesetzten Zeitpunkt; dieser kann (außer bei Strafgesetzen, wenn sie zum Nachteil der Delinquenten sind) auch in der Vergangenheit liegen (rückwirkende Geltung);
- sonst mit dem Tag, der auf die Verlautbarung im Bundesgesetzblatt folgt.

Die Geltung eines Bundesgesetzes endet
- entweder zu einem im Gesetz selbst festgesetzten Zeitpunkt, wenn das Gesetz von vornherein nur für eine bestimmte Zeit erlassen wurde, oder
- dadurch, dass es vom Gesetzgeber selbst („contrarius actus“) oder dem Verfassungsgerichtshof aufgehoben wird, oder
- schließlich durch Derogation:
  - In einem neuen Bundesgesetz wird angeordnet, dass ein älteres Gesetz (oder ältere gesetzliche Bestimmungen) zu einem bestimmten Zeitpunkt durch ein neues Gesetz ersetzt wird – formelle Derogation (z. B.: In dem ab 1. Jänner 1982 geltenden Mietrechtsgesetz wurde angeordnet, dass das bis dahin geltende Mietengesetz mit Ablauf des 31. Dezember 1981 außer Kraft tritt).
  - Ein neues Bundesgesetz regelt eine Materie neu, die schon in einem älteren Gesetz geregelt war, ohne dessen förmliches Außer-Kraft-Treten anzuordnen – materielle Derogation (z. B.: Durch die Aufhebung der Erbuntertänigkeit im Zuge der Märzrevolution 1848 wurden die Bestimmungen des ABGB über Erbzins- und Erbpachtverhältnisse gegenstandslos; die §§ 1122 bis 1150 ABGB wurden bisher aber nicht ausdrücklich aufgehoben). Siehe auch: Lex posterior derogat legi priori. In der zeitgenössischen Legistik versucht man im Interesse der Rechtssicherheit und -deutlichkeit so weit wie möglich ohne materielle Derogation auszukommen.